# Marc Miller
Marc W. Miller (1947) è un autore di giochi statunitense.
È stato uno dei soci fondatori nel 1973 della Game Designers' Workshop (GDW) ed il creatore originale del gioco di ruolo di fantascienza Traveller.
Miller entrò nel mondo del gioco nel 1967 al college, frequentando un corso di scienze politiche tenuto dall'Università dell'Illinois lavorò su giochi di ruolo e simulazioni politiche. Nel 1972 dopo il congedo dall'esercito cominciò a frequentare l'Università di stato dell'Illinois dove insieme a Frank Chadwick, Rich Banner e Loren Wiseman partecipò al progetto SimRAD (Simulation Research Analysis and Design — Progetto ed Analisi di Ricerche Simulate): un progetto dell'università dedicato a produrre simulazioni didattiche per uso scolastico, ed in quest'ambito produsse fino al 1974 diverse simulazioni (politiche economiche e storiche). Nel 1973 insieme ai suoi tre compagni dell'Università fondò la Game Designers' Workshop.
Nel 1991 lascia la GDW, collabora alla creazione di alcuni videogiochi (MegaTraveller II, Twilight: 2000 e Challenge of the Five Realms della  Paragon/Microprose), lavora come agente assicuratore per quattro anni e collabora con la moglie Darlene alla Heartland Publishing Services una ditta per la fornitura di servizi di stampa alle case editrici di giochi.
Alla chiusura della GDW nel 1996 riacquistò i diritti di Traveller e amministrò tre nuove edizioni del gioco gestite dalla sua compagnia Far Future Enterprises.	